# Легань
Легань (укр. Легань) — левый приток реки Псёл, протекающий по Лебединскому району Сумской области Украины.

## География
Длина — 30 км. Река течёт с юга на севере, в среднем течении поворачивается, образовывая дугу, и течёт на юг и юго-запад (приустьевой участок). Река берет начало южнее села Малый Выстороп (Лебединский район). Впадает в русло Старый Псёл реки Псёл севернее села Бишкинь (Лебединский район).
Долина трапециевидная. Русло слаборазвитое. В среднем течении русло реки выпрямлено (канализировано). На реке создано несколько прудов. В среднем и верхнем течении реки пойма очагами заболочена с тростниковой и луговой растительностью.

## Притоки
- Левые: Ревки.
- Правые: крупных нет.

## Населённые пункты
- Населённые пункты на реке от истока к устью: Малый Выстороп, Супруны, Великий Выстороп, Перелески, Ревки, Бишкинь.